# Freguesia do Ó
Freguesia do Ó es un distrito ubicado en la zona noroeste de la ciudad de Sao Paulo, Brasil. Administrativamente pertenece a la subprefectura homónima. Es conocido por su iglesia matriz, que fue la primera iglesia en ser construida, por ser el distrito más antiguo de la capital paulistana y por albergar la escuela de Samba Sociedade Rosas de Ouro, heptacampeón del carnaval paulistano.

## Nombre
El nombre de "freguesia" (freguesía) fue dado al distrito por decreto de la Reina de Portugal, Doña María I, el 15 de septiembre de 1796, cuando la ciudad de São Paulo tenía sólo una freguesia - Sé. Bajo el régimen del "Padroado", al dividir la parroquia de Sé en tres partes, se constituyó así el municipio de São Paulo: la parroquia de Sé, la parroquia de Penha y la parroquia de Nossa Senhora do Ó. El término "Freguesia" proviene de la grafía del latín; "Filii Eclaesia" - Hijos de la Iglesia - que es la forma de "pertenencia", hoy llamada "Parroquia".
El honor fue el único que permaneció en su nombre oficial entre los distritos de São Paulo, y fue concedido como una forma de dividir el Episcopado, facilitando así la vida de los fieles que vivían en regiones distantes, que ya no tendrían que viajar durante horas para recibir apoyo religioso. Los demás distritos, como Brás, Penha y Santo Amaro, dejaron gradualmente de usarlo en sus nombres, y la Freguesia de Nossa Senhora do Ó pasó a llamarse simplemente "Freguesia do Ó".

## Historia
La región de Freguesia do Ó fue poblada en 1580, cuando el bandeirante Manuel Preto tomó posesión del lugar con su familia e indios esclavos. Su primer nombre fue Citeo do Jaragoá y sus tierras incluían el Pico do Jaraguá (donde se creía que había oro), así como las tierras correspondientes a los actuales barrios de Pirituba y Limão.
En 1610, Manuel Preto pidió permiso a la sede de la parroquia para construir una capilla en honor de Nossa Senhora do Ó, que dio nombre al lugar. Manuel y su esposa, Águeda Rodrigues, tras obtener una orden favorable, el 29 de septiembre de 1615, a su petición de provisión por no poder cumplir con sus obligaciones religiosas en la villa de São Paulo, junto con su gente comenzaron a construir la capilla dedicada a la virgen con el nombre de Nossa Senhora da Esperança o da Expectação.
Un siglo y medio más tarde, en 1796, se inauguró la nueva iglesia dedicada a la Virgen de Ó, construida donde hoy está el "Largo da Matriz Velha", y se convirtió en parroquia por la carta de constitución de 15 de septiembre de 1796, otorgada por la Reina de Portugal.
El cultivo de la caña de azúcar fue ampliamente practicado en la región, principalmente para la producción de aguardiente. Numerosos alambiques garantizaban la producción de cachaça fina, conocida como caninha do Ó. También se producían otros cultivos de subsistencia, como café, mandioca, algodón, maíz y hortalizas. Durante muchos años, se consideró que el distrito pertenecía al llamado "Cinturón Verde" de la capital paulista. La plantación de caña de azúcar fue la principal actividad rural de la región hasta mediados del siglo XX, antes de la expansión de la urbanización de la ciudad. 
En la década de 1950, el distrito se conectó a la ciudad con la construcción del Puente de la Freguesia do Ó. En la década de 1970, la administración del alcalde Olavo Setúbal abrió las avenidas Inajar de Sousa y General Edgard Facó, canalizando los ríos Cabuçu y Verde respectivamente.
En 1996 se creó la Asociación Amigos do Ó, entre cuyos logros destaca la transformación de un solar abandonado en una plaza que lleva el nombre de la asociación. En 2015, se inició la construcción de la Estación Freguesia do Ó, parte de la futura Línea 6 del metro, en Vila Arcádia.

## Distritos limítrofes
- Brasilândia (norte)
- Cachoeirinha y Limão (este)
- Lapa y Barra Funda (sur)
- Pirituba (oeste)